# Johanna Loewenherz

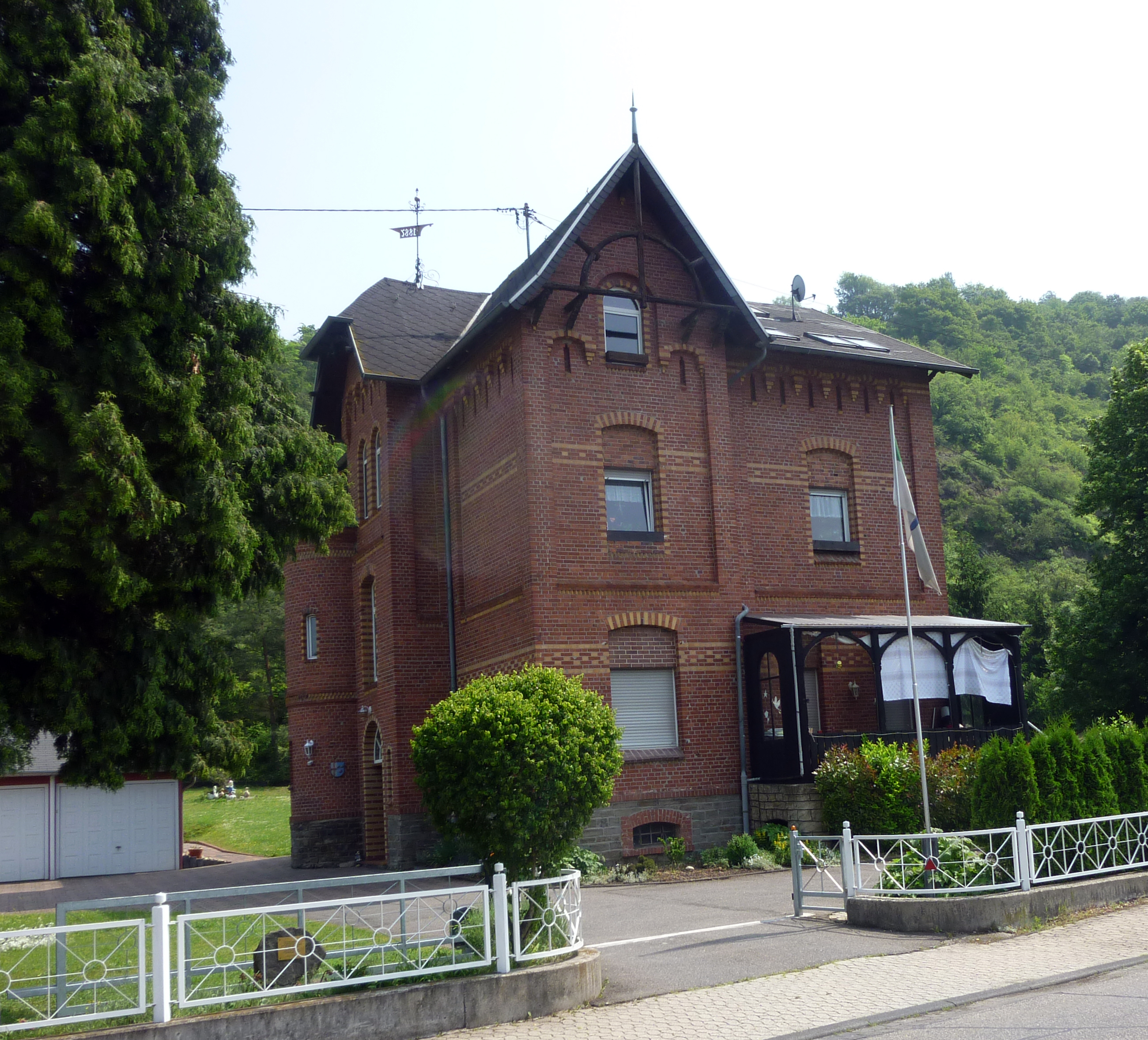
Geburtshaus in Rheinbrohl

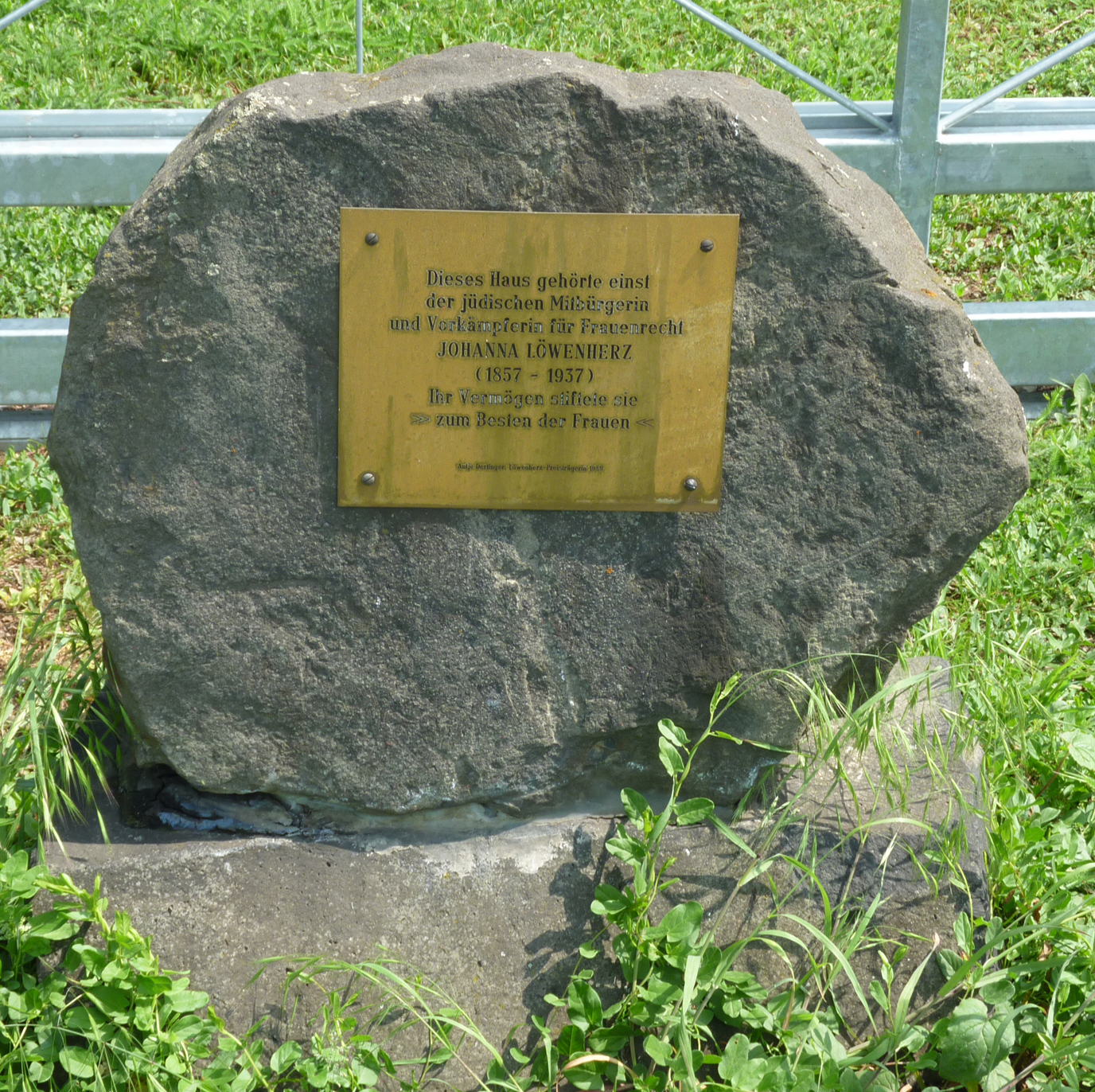
Gedenktafel im Garten

Johanna Loewenherz (* 12. März 1857 in Rheinbrohl; † 16. oder 17. Mai 1937 ebenda) war eine deutsche Autorin, Frauenrechtlerin und Sozialistin.

## Leben
Johanna Loewenherz stammte aus einer jüdischen Familie. Sie war das jüngste der drei Kinder von Fanny und Heymann Loewenherz, einem Kaufmann und Steinbruchbesitzer. Ihre Schwester starb 1905, ihr Bruder 1880. Am 24. August 1900 brachte sie in Köln ihren unehelichen Sohn Karl Fritz zur Welt, der 1933 starb.
Loewenherz engagierte sich in den 1890er Jahren als sozialdemokratische Rednerin. Sie veröffentlichte politische Schriften zu Frauenthemen, aber auch literarische Arbeiten. 1895 erschien Prostitution oder Produktion, Eigentum oder Ehe? 1890 erschien anonym ihr Versepos Der Drachenfels. Unter dem Pseudonym L. Vonderwied schrieb sie das Libretto der Oper Das Mädchen vom See, vertonte von Otto Klauwell, (uraufgeführt 1889) und das Trauerspiel Gertrud (1892).
Obwohl Johanna Loewenherz innerhalb der SPD wegen ihrer politischen Anschauungen nicht unumstritten war, wurde sie von 1894 und 1896 zu SPD-Parteitagen in Frankfurt und Gotha und zu den Provinzialparteitagen in Duisburg 1895, Essen 1897 und Neuwied 1897  delegiert. Sie trat als Rednerin für die Partei in Witten-Annen, Dortmund, Bochum, Herne, Huckarde und bei 15 Versammlungen in Thüringen auf. 1896 nahm sie als Delegierte beim SPD-Gesamtparteitag in Gotha teil, stellte in einem ihrer Werke die eindringliche Frage: „Wird die Sozialdemokratie den Frauen Wort halten?“ Johanna Loewenherz lehnte parteipolitische Zuordnungen in ihrer Arbeit mit Frauen ab und sprach sich sehr früh gegen eine Spaltung der Frauenbewegung in eine bürgerliche, proletarische und radikal feministische aus. Ihre Position provozierte innerfeministische Kontroversen, vor allem mit Clara Zetkin. Für Johanna Loewenherz waren nationale Gesinnung und Friedenswillen keine Gegensätze. In den Akten wird sie als „die Seele“ der sozialdemokratischen Bewegung in Neuwied bezeichnet, deren Abwesenheit zur Reduzierung der Versammlungen führte.
Von 1911 bis 1914 unterhielt sie verschiedene Wohnungen in München, zog in den folgenden Jahren wieder nach Rheinbrohl.
1918 pflegte sie einen intensiven Briefwechsel mit dem Kölner Sozialdemokraten und Stadtverordneten Wilhelm Sollmann. Im Januar 1919 wurde Johanna Loewenherz auf zwei Veranstaltungen der SPD als Rednerin angekündigt, erschien aber nicht. 1933 tauchte sie auf einer KPD-Liste des Bürgermeisters in Rheinbrohl auf. Es bleibt ungeklärt, ob Johanna Loewenherz von der SPD zur KPD wechselte.
Nach der Machtübergabe an die Nationalsozialisten kam Loewenherz vom 14. April bis 5. Mai 1933 in Schutzhaft und musste sich anschließend zweimal in der Woche bei den Rheinbrohler Polizeibehörden melden. Nach ihrem Tod wurden ihre verbliebenen Unterlagen von den Nationalsozialisten im Garten vernichtet und ihr Testament missachtet.

## Stiftung
In ihrem Testament vermachte Johanna Loewenherz ihr Vermögen „zum Besten von Frauen, die sich irgendwie und auch irgendwo um die Frauensache verdient gemacht haben.“ Die nationalsozialistischen Gesetze erlaubten die Einrichtung der Stiftung aus jüdischem Vermögen jedoch nicht. In den 1980er Jahren gründete der Landkreis Neuwied die Johanna-Loewenherz-Stiftung, aus der Preise und Stipendien in ihrem Sinne vergeben werden, so auch der Ehrenpreis der Johanna-Loewenherz-Stiftung.
Die erste Ehrenpreisträgerin war Simone Veil, Überlebende der Shoa und Präsidentin der EU.